# Holcencyrtus osborni
Holcencyrtus osborni är en stekelart som först beskrevs av Timberlake 1923.  Holcencyrtus osborni ingår i släktet Holcencyrtus och familjen sköldlussteklar. Inga underarter finns listade i Catalogue of Life.